# Nicole Mann
Nicole Aunapu Mann, detta Duke (Petaluma, 27 giugno 1977), è un'astronauta statunitense.
Il 5 ottobre 2022 è partita per la sua prima missione con il ruolo di comandante della missione spaziale SpaceX Crew-5 e del veicolo Crew Dragon Endurance per prendere parte all'Expedition 68 a bordo della Stazione spaziale internazionale (ISS). Il 12 marzo 2023 è ritornata sulla Terra dopo 157 giorni di missione.

## Biografia

### Istruzione e carriera militare
Mann si è laureata in ingegneria meccanica all'Accademia Navale degli Stati Uniti, a Annapolis, ottenendo il grado di Second Lieutenant nel Corpo dei Marines degli Stati Uniti nel 1999. Dopo la laurea ha completato la The Basic School a Quantico e iniziato l'addestramento di volo al Naval Air Station (NAS) di Pensacola nel 2001. Lo stesso anno ha continuato gli studi conseguendo un master sulla meccanica dei fluidi all'Università di Stanford. È diventata aviatore navale due anni dopo, iniziando poi l'addestramento con gli aerei F/A-18C. Dal 2004 è stata dispiegata due volte sulla portaerei USS Enterprise (CVN-65) e ha volato in missioni di supporto alle operazioni Iraqi Freedom e Enduring Freedom. Dopo essere tornata ha frequentato e si è diplomata alla U.S. Naval Test Pilot School, alla NAS di Patuxent River, Maryland nel 2009. Come pilota collaudatore è stata assegnata alla squadriglia di VX-23 con l'aereo F/A-18. Dal luglio del 2012 fino a quando è stata selezionata come astronauta, Mann ha lavorato al PMA-281 come capo di un team del Joint Mission Planning System - Expeditionary (JMPS-E) e come ufficiale di collegamento JMPS. Durante la sua carriera il Tenente colonnello Mann ha accumulato più di 2000 ore di volo su 22 tipi diversi di aeromobili, 200 arresti su portaerei e 47 missioni di combattimento in Iraq e in Afghanistan.

### Carriera come astronauta
Mann è stata selezionata come astronauta nel Gruppo 21 degli astronauti NASA il 17 giugno del 2013. Ad agosto dello stesso anno ha iniziato i due anni di addestramento base come candidata astronauta, addestramento che comprendeva lezioni sui sistemi e sulle procedure della Stazione spaziale internazionale (ISS), attività extraveicolari (EVA) simulate nel NBL, lezioni di robotica del Canadarm2, lezioni della lingua russa, addestramenti di volo a bordo del T-38 e esercitazioni di sopravvivenza in vari ambienti estremi, tra cui l'acqua e nei boschi. Nel luglio del 2015 ha completato l'addestramento diventando ufficialmente un'astronauta e quindi assegnabile alle missioni spaziali. Il 3 agosto 2018, durante una conferenza stampa, la NASA ha annunciato l'assegnazione di Mann al volo di collaudo della navicella CST-100 (Boe-CFT-1) insieme all'astronauta NASA Eric Boe e l'astronauta Boeing Christopher Ferguson, che successivamente sono però stati sostituiti.
La partenza, inizialmente prevista per agosto 2019, al momento del secondo cambio di equipaggio, era rimandata a giugno 2021. A seguito di ulteriori rinvii nel 2021 Mann è stata rimossa dall'equipaggio.

#### SpaceX Crew-5
Il 6 ottobre 2021 venne assegnata come comandante della missione SpaceX Crew-5 a bordo del veicolo Crew Dragon. Durante la permanenza in orbita di sei mesi prenderà parte all'Expedition 68. Il lancio, inizialmente previsto per il 1º settembre 2022, nel luglio 2022 venne rinviato di un mese a causa del danneggiamento del lanciatore Falcon 9. Il 5 ottobre 2022 partì per la sua prima missione a bordo del veicolo Crew Dragon Endurance dal Kennedy Space Center.